# 亨氏長臀鮠
亨氏長臀鮠為輻鰭魚綱鯰形目長臀鮠科的其中一種，為熱帶淡水魚，分布於亞洲越南與中國淡水流域，體長可達29公分，棲息在底層水域，生活習性不明。

## 扩展阅读
維基物種上的相關：亨氏長臀鮠